# バート・エッセン

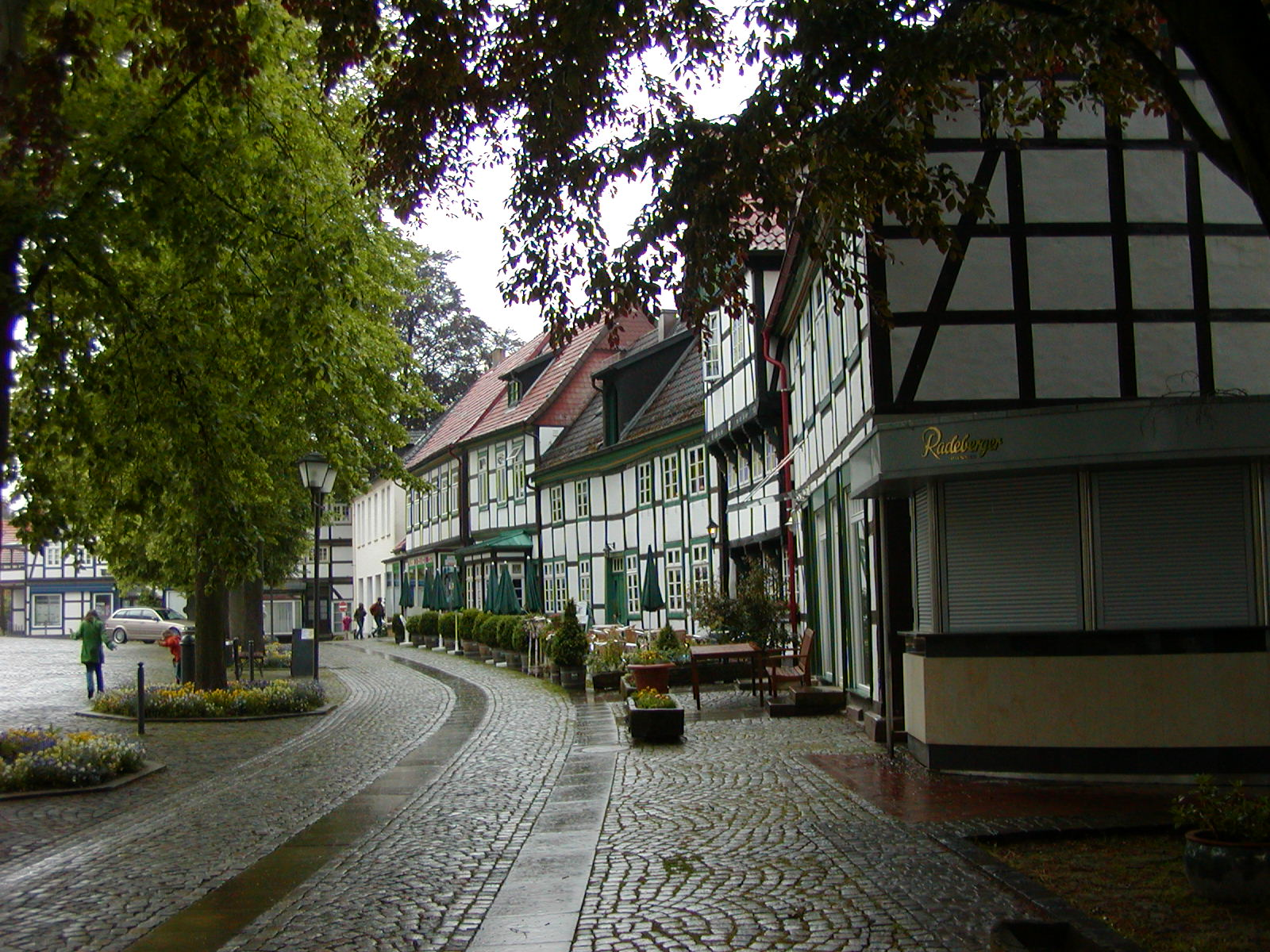
木組みの家が建ち並ぶバート・エッセンの教会広場

バート・エッセン (ドイツ語: Bad Essen) は、ドイツ連邦共和国ニーダーザクセン州オスナブリュック郡の町村（以下、本項では便宜上「町」と記述する）である。バート・エッセンは自然・ジオパーク TERRA.vita内に位置し、その中心部はドイツ木組みの家街道に面している。

## 地理

### 位置
バート・エッセンは中低山地から北ドイツ低地への移行部に位置している。ヴィーエン山地が南部の 1/3 を占めており、リントルフ地区のシュヴァルツァー・ブリンクで海抜 211 m の高さに達する。しかしバート・エッセンの最高地点は、ビュッシャーハイデの北に位置する耕作地の海抜 215 m である。町の中部は平らで平均高度は海抜 50 m であり、自然地域分類上はリュベッカー・レスラント（リュベッケ黄土地方）に属す。町域の北部はラーデン＝ディーペナウアー・ゲーストに属す。フンテ川がバート・エッセンを南から北に向かって流れており、ヴィットラーゲ地区で町域を東西に貫くミッテルラント運河と交差する。

### 隣接する市町村
バート・エッセンは、北から時計回りに以下の市町村と境を接する: シュテムヴェーデ、プロイシシュ・オルデンドルフ（ともにノルトライン＝ヴェストファーレン州ミンデン＝リュベッケ郡）、メレ、ビッセンドルフ、オスターカッペルン、ボームテ（以上、オスナブリュック郡）

### 自治体の構成
この町は、以下の17地区からなる。
| - バート・エッセン - バルクハウゼン - ブロックハウゼン - ビュッシャーハイデ - ダーリングハウゼン | - アイエルシュテット - ハルペンフェルト - ハイトヘーフェン - ヘルディングハウゼン - ヒューゼーデ | - リンネ - リントルフ - ロックハウゼン - ラバー - ヴェーレンドルフ | - ヴィンマー - ヴィットラーゲ |

この中で人口約160人のビュッシャーハイデ地区は特殊である。この地区は郵便区分ではノルトライン＝ヴェストファーレン州プロイシシュ・オルデンドルフに属し、児童・生徒もこの街の学校に通う。キリスト教会の管轄に関してもヴェストファーレン福音主義教会と専らノルトライン＝ヴェストファーレン州を管区とするパーダーボルン大司教区に属しており、このためビュッシャーハイデはプロイシシュ・オルデンドルフ市ベルニングハウゼン市区の教会組織に属している。こうした事情から、この地区ではプロイシシュ・オルデンドルフ市への合併を望む声がある。

## 歴史

### 集落の建設と領主の興亡
（バート・）エッセンは、1075年に初めて文献に記録されている。この頃、バルクハウゼン、エッセン、リントルフ教会区が創設された。
1309年にヴィットラーゲ城の建設が始まり、これによりオスナブリュック司教がこの周辺の領主権を確定させた。
1803年の帝国代表者会議主要決議に基づくオスナブリュック司教領のオスナブリュック侯領への移行に伴い、エッセンはハノーファー選帝侯領となった。しかし1806年には早くも領主権の交替が起こりプロイセン王国に属した。翌1807年、現在の町域を含むヴェストファーレン地方は、ナポレオン・ボナパルトの弟であるジェローム・ボナパルトが治めるヴェストファーレン王国に編入された。1811年にこの地域はナポレオンが治めるフランス帝国領となり、オスナブリュック郡エッセン小郡が成立した。フランス統治時代が終わるとエッセンは改めてオスナブリュック侯領とともにハノーファー王国領となるが、普墺戦争の結果、1866年にプロイセン領となった。

### 経済と社会資本の発展

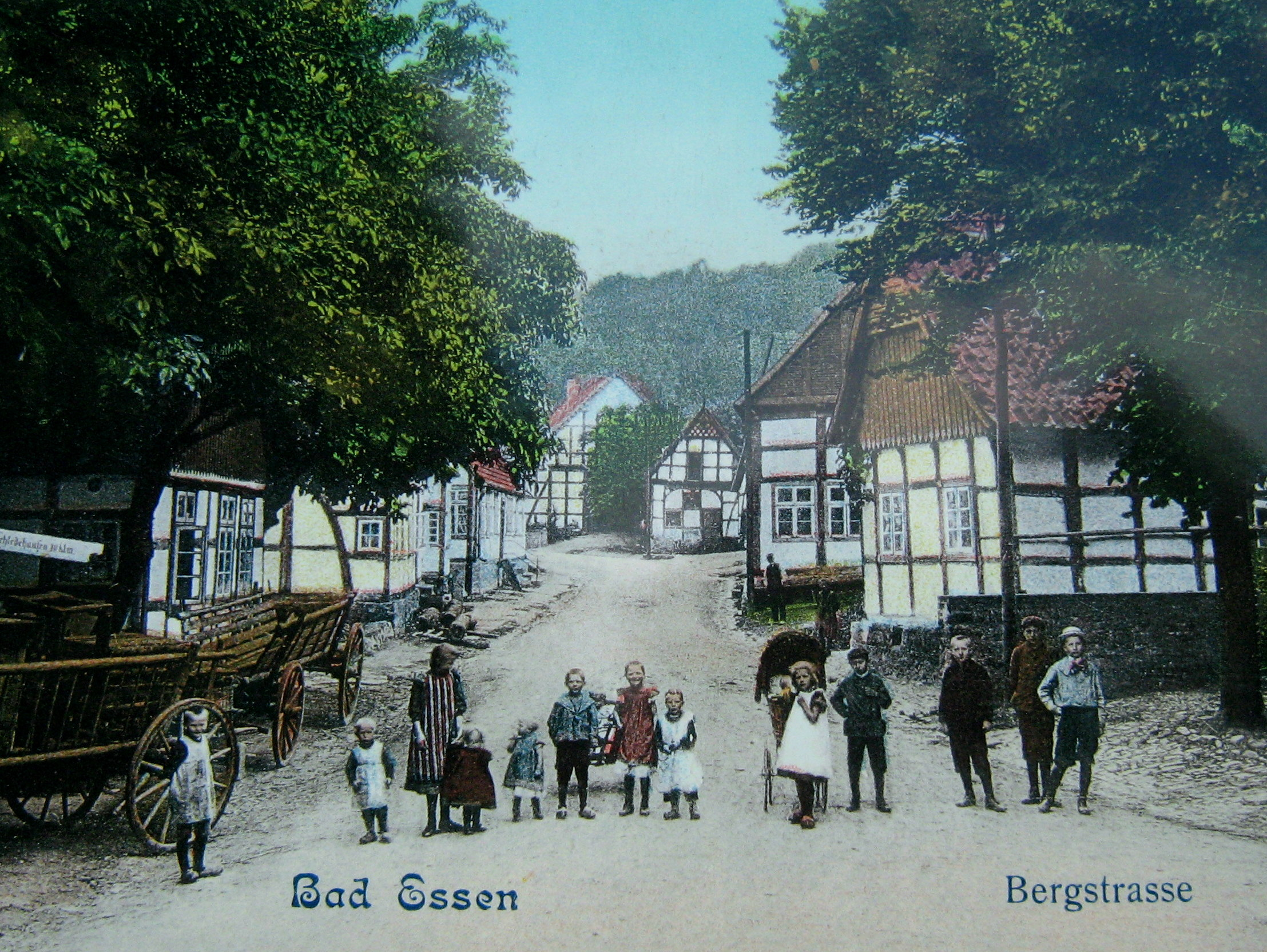
1900年頃のバート・エッセン

バート・エッセンでは1899年に、ヴィットラーゲ・クライス鉄道の標準軌路線工事が始まった。最初の路線区間は、ボームテからバート・エッセンを経由してボルツハウゼン＝ヘディングハウゼン駅に至る区間で、1900年に完成した。町内には駅が設けられ、この地域の経済発展にとって重要な社会資本となり、公共の近郊旅客交通も身近なものになった。
この町は1902年から公式に「バート」の称号（温泉を意味する）を得た。ミッテルラント運河のベルゲスヘフェーデ（ドルトムント＝エムス運河との接続地点）とハノーファーとの間の建設は、1903年にプロイセンの議会に拒否されたが、1905年4月1日の決定により認可が得られた。この運河の最初の区間はバート・エッセンを通っており、これにより町域は南北2つに分けられた。この運河建設にこの町では約 90 ha の土地が必要であった。

### 町村合併
1972年7月1日に発効した地域再編に基づき、それまで独立した町村であったバート・エッセン、バルクハウゼン、ブロックハウゼン、ビュッシャーハイデ、ダーリングハウゼン、アイエルシュテット、ハルペンフェルト、ハイトヘーフェン、ヘルディングハウゼン、ヒューゼーデ、リンネ、リントルフ、ロックハウゼン、ラバー、ヴェーレンドルフ、ヴィンマー、ヴィットラーゲから、現在のバート・エッセンが形成された。当時のヴィットラーゲ郡は廃止された。新しく成立した自治体であるバート・エッセンはこれ以後オスナブリュック郡に属している。それまでのヴィットラーゲ郡は、郡庁所在地が都市権を有しないドイツでも珍しい郡の1つであった。

### 地名とその由来
この集落の古い表記には以下のものがある: Essene、Esne、Defessene。この地名は、Esebeck、Esbeck、Asse bei Wolfenbüttel、Assel、Assapa、Asbach、Kahle Astenなどと同様に乾いた砂地の土地を意味していると推測される。これらの地名は、「炉 (Esse)」、「かまど (Feuerstelle)」、「灰 (Asche)」を連想させるが、「乾燥した」という意味を持つ語幹である。

## 住民

### 人口推移
以下の表は、各年の12月31日時点での町域における人口を示している。
数値は、2011年5月9日の人口調査結果に基づくニーダーザクセン州統計およびコミュニケーション技術局の研究結果である。
1961年（6月6日）と1970年（5月27日）の数値は、1972年7月1日の合併以降の町域にあたる地域の人口調査の結果である。
| 1961   | 1970   | 1987   | 1990   | 1995   | 2000   | 2005   | 2010   | 2011   | 2014   |
| ------ | ------ | ------ | ------ | ------ | ------ | ------ | ------ | ------ | ------ |
| 11,066 | 11,529 | 12,051 | 12,967 | 14,876 | 15,480 | 15,778 | 15,612 | 15,592 | 15,101 |

## 行政

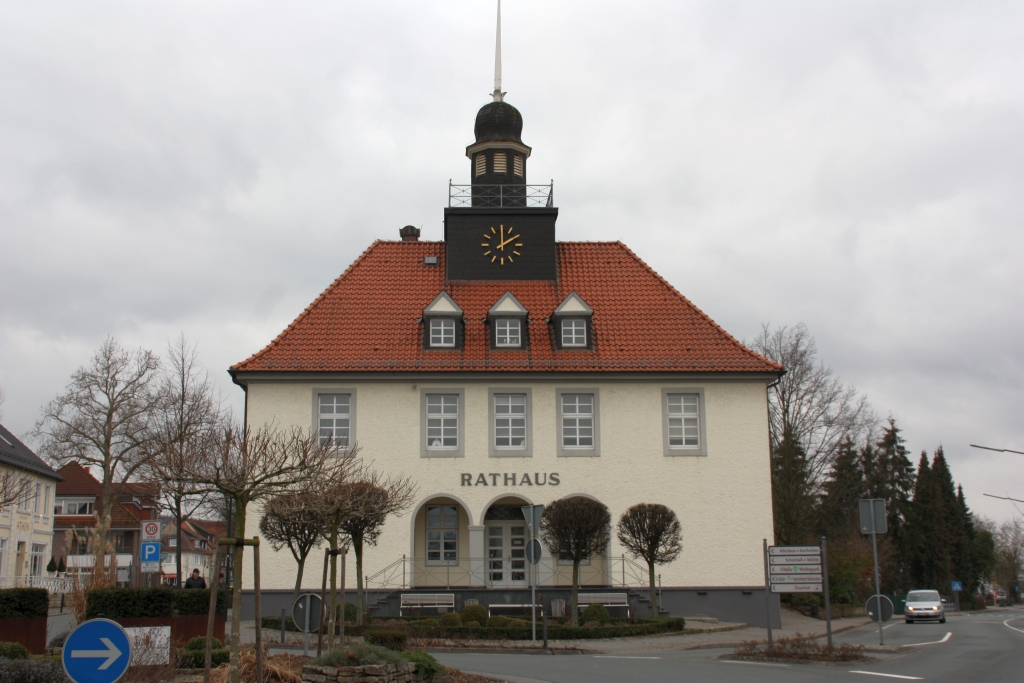
バート・エッセンの市庁舎

### 議会
バート・エッセンの町議会は32議席からなる。これは人口15,001人から20,000の自治体に対して定められた議席数である。このほかに町長が町議会における投票権を有している。

### 首長
バート・エッセンの町長はティーモ・ナーテマイヤー（無所属）である。彼は2014年5月25日の選挙で 55.8 % の票を得て選出された。対立候補のフランク・ヒューネフェルト (CDU) の得票率は 44.2 % であった。この選挙の投票率は 55.3 % であった。ナーテマイヤーは2014年11月1日に町長に就任した。

### 紋章
バート・エッセンの町の紋章は、銀地の主部に、突起が3本が突き出した赤い鋸壁状の頂部、青い波状の基部、主部には青い水車の輪。バート・エッセンはかつてアムト・ヴィットラーゲに属しており、鋸壁状の頂部はヴィットラーゲ城を表している。「バート」（温泉）と関連深い「水」が、基部の波で表現されている。水車の輪は、近隣の16町村と合併した1972年以前にバート・エッセンが用いていた古い紋章の意匠である。赤と銀色の配色はかつてのオスナブリュック司教領およびアムト・ヴィットラーゲの紋章から採られた。この紋章デザインは1975年にオスナブリュックの紋章研究家ハンス・ハインリヒ・レクラムによって完成された。

### 姉妹自治体
- ボルベック（フランス語版、英語版）（フランス、セーヌ＝マリティーム県）
- バウチュ（ポーランド語版、英語版）（ポーランド、西ポモージェ県）

## 文化と見所

### ランデスガルテンシャウ2010

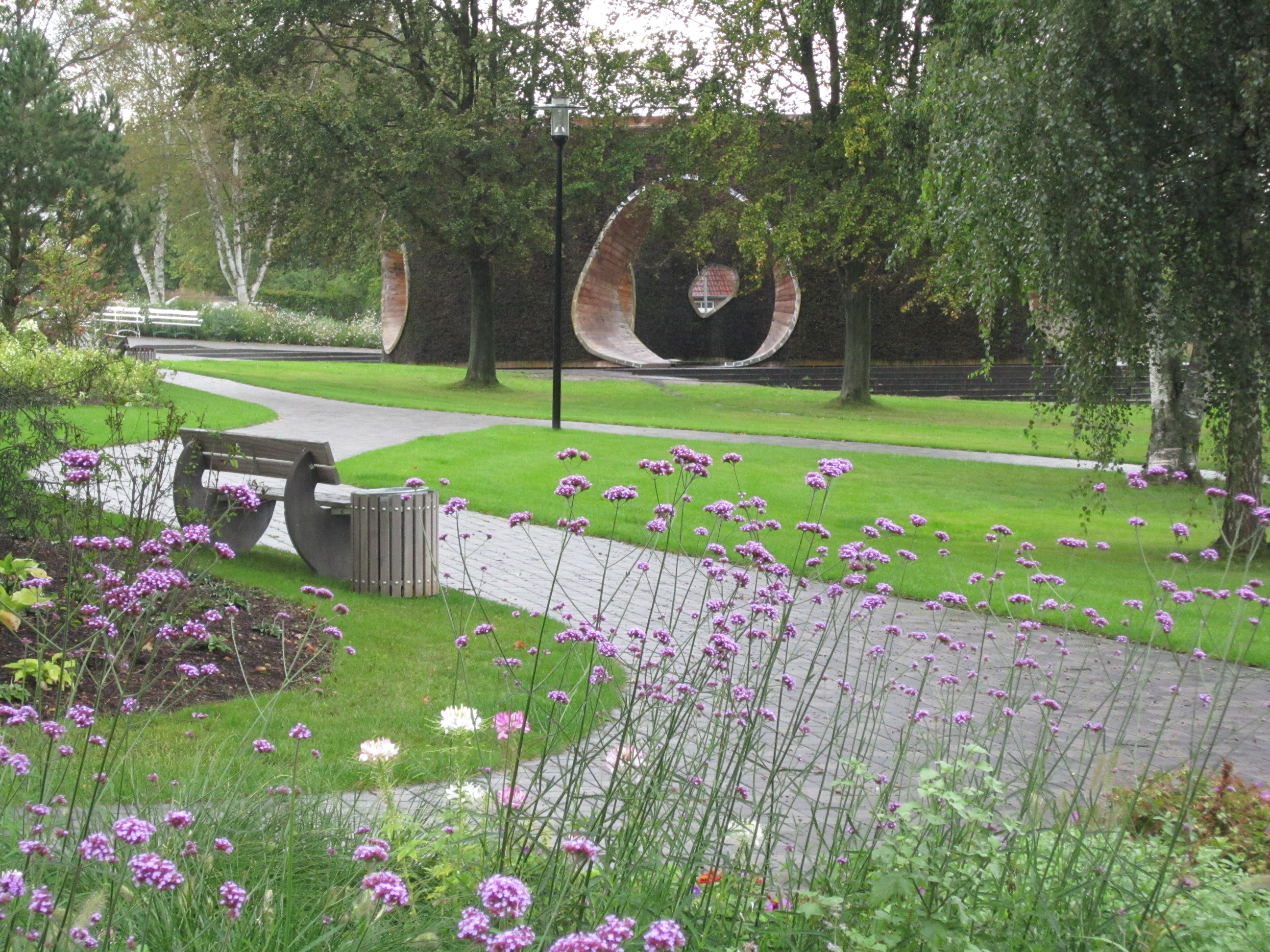
2010年のランデルガルテンシャウで整備されたクアパーク

2010年4月23日から10月17日までバート・エッセンで第4回ニーダーザクセン州ランデスガルテンシャウ2010（庭園ショー）が開催された。元々このショーの開催権はヴィースモーア市が獲得していたのだが、突然その開催権を返上したため、開幕から約1年前の2009年3月31日にこの開催決定がなされた。
短い準備期間であったにもかかわらず、バート・エッセンでのランデスガルテンシャウは成功を収めた。計画よりも10万人も多い約50万人がランデスガルテンシャウに訪れた。ランデスガルテンシャウの中心となった会場はイッペンブルク城の城館庭園であった。ランデスガルテンシャウは、新たに造成されたゾーレ・ウント・クアパークをその遺産として遺した。この公園には、「ゾーレ＝アレーナ」、ミニ枝条架装置、ヴァルトカンテ沿いにゾーレ・ウント・クアパークに至る300 m2 の大きなテラスである「ヒンメルステラッセ」を有しており、野外イベントに利用できる。

### 博物館
ヒュンネフェルト城に、この城館と城主の歴史に関する私立博物館がある。
本課程・実科学校の講堂には、近代的な情報工学の先駆けとなった昔の道具類が展示されている。

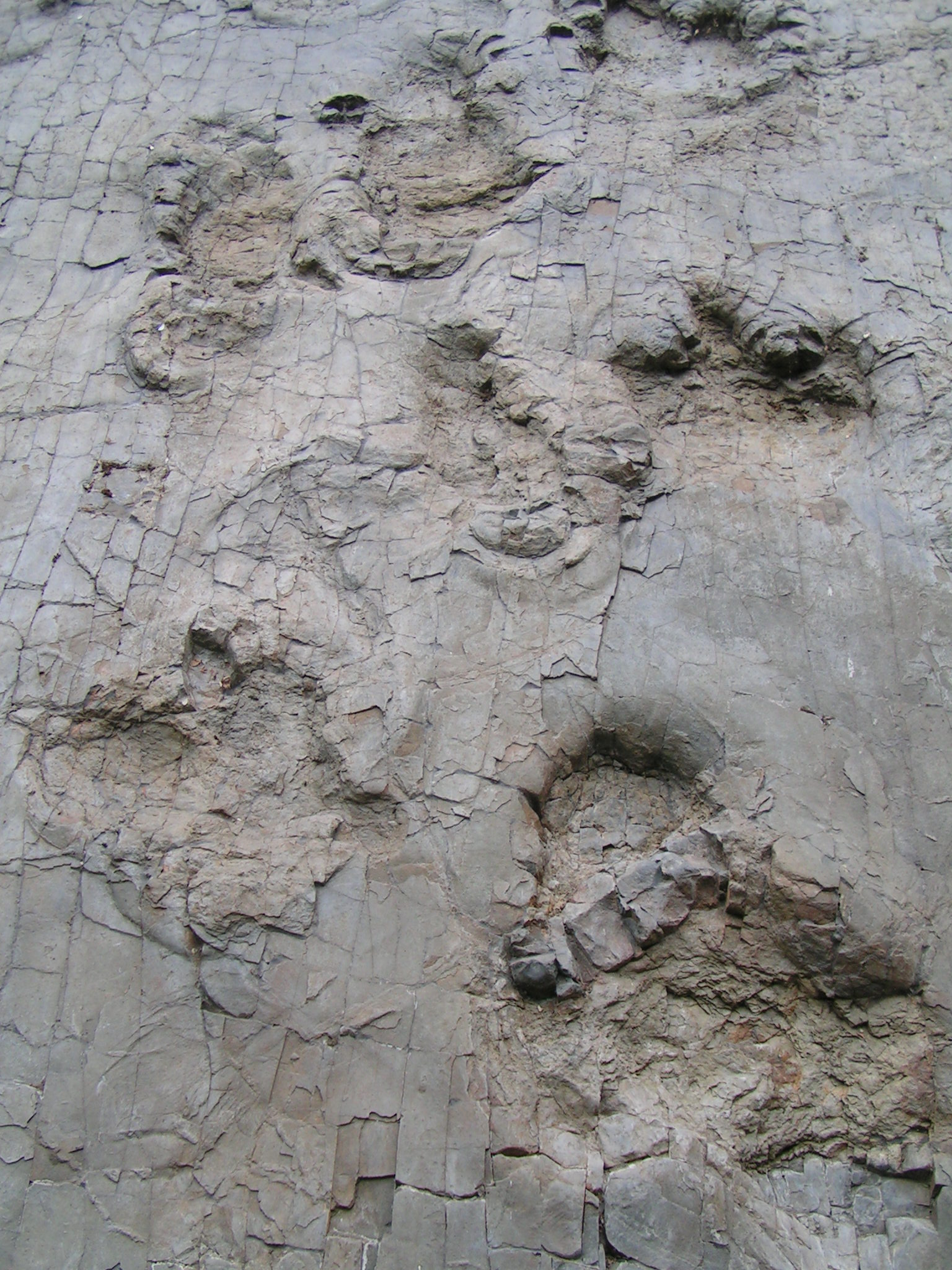
バルクハウゼンの恐竜の足跡

### 自然文化財
バルクハウゼン地区の古い採石場に約1億5千万年前の恐竜の足跡が見られる。この足跡は、ジュラ紀の恐竜である Elephantopoides barkhausensis とメガロサウルスのものである。観光には遊歩道DiVaウォークが興味深い。

### 建築
装飾豊かな木組み建築物が遺るバート・エッセンの歴史的な中心部、特に聖ニコライ教会を中心とした絵に描いたようなキルヒ広場（教会広場）は見応えがある。キルヒ広場には「ヒュンネフェルトの死の家」もある。これは1752年から1850年までブッシェ＝ヒュンネフェルト家の墓所だった場所である。その入り口の上に1752年の銘が見られる。旧武器庫「クライネ・ハウス」は1663年に建造された。この旧武器庫は3階建ての木組み建築様式で建てられたが、後にさらにもう一つの階が増築された。現在は一部が食堂として営業している。
バート・エッセン集落の南の出口に歴史的な水車がある。この水車はバート・エッセンの象徴的建造物であり町の紋章にも描かれている。この水車は現在でも稼働可能で、時々製粉の実演が行われている。

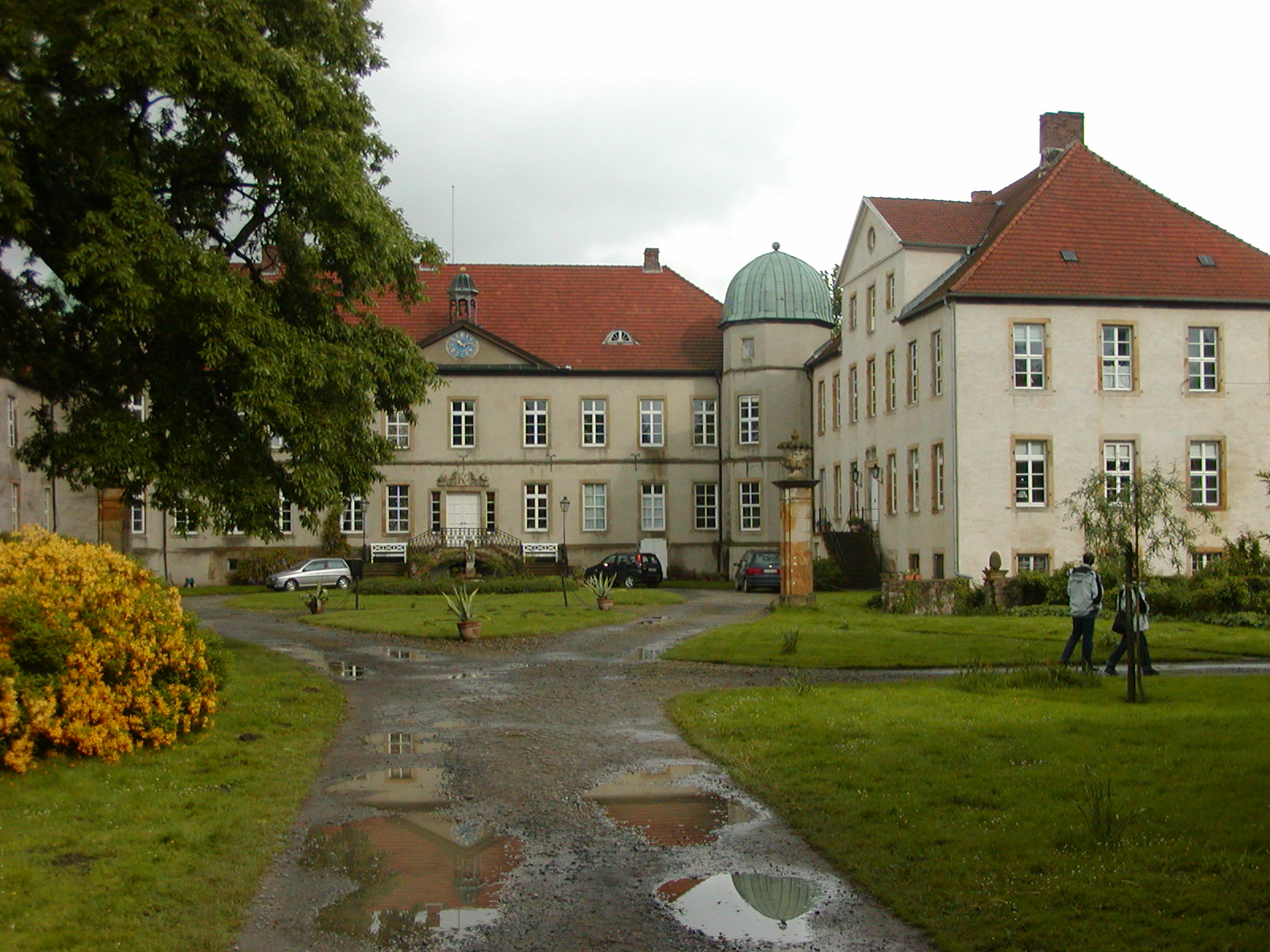
ヒュンネフェルト城

ハルペンフェルト地区とヴェーレンドルフ地区との間のミッテルラント運河北側に、1146年に最初の記録が遺るヒュンネフェルト城がある。現在の本館は17世紀に建設された。美しい外観のハトの塔は1710年に建てられたものである。この城には、ヒュンネフェルト家一族の歴史を示す博物館が入居している。
ヒュンネフェルト城から遠くないロックハウゼン地区にイッペンブルク城がある。ブッシェ伯ヴィルヘルムは1862年から1867年にこのネオゴシック様式の見応えある城館を建設した。イッペンブルク城では毎年庭園公開が行われる。
ヴィットラーゲ地区にはヴィットラーゲ城がある。この城は1310年にオスナブリュック司教の命令で建設され、ラーヴェンスベルク伯やミンデン司教に対する防衛のために用いられた。元の城砦施設としては、塔や門が遺されている。
ヴィーエン山地の尾根にゾンネンブリンク塔が建っている。ここからは、北ドイツ低地やヴィーエン山地の森の眺望を楽しむことができる。
- 聖ニコライ教会
- バート・エッセンの水車
- イッペンブルク城
- ゾンネンブリンク城

### 年中行事

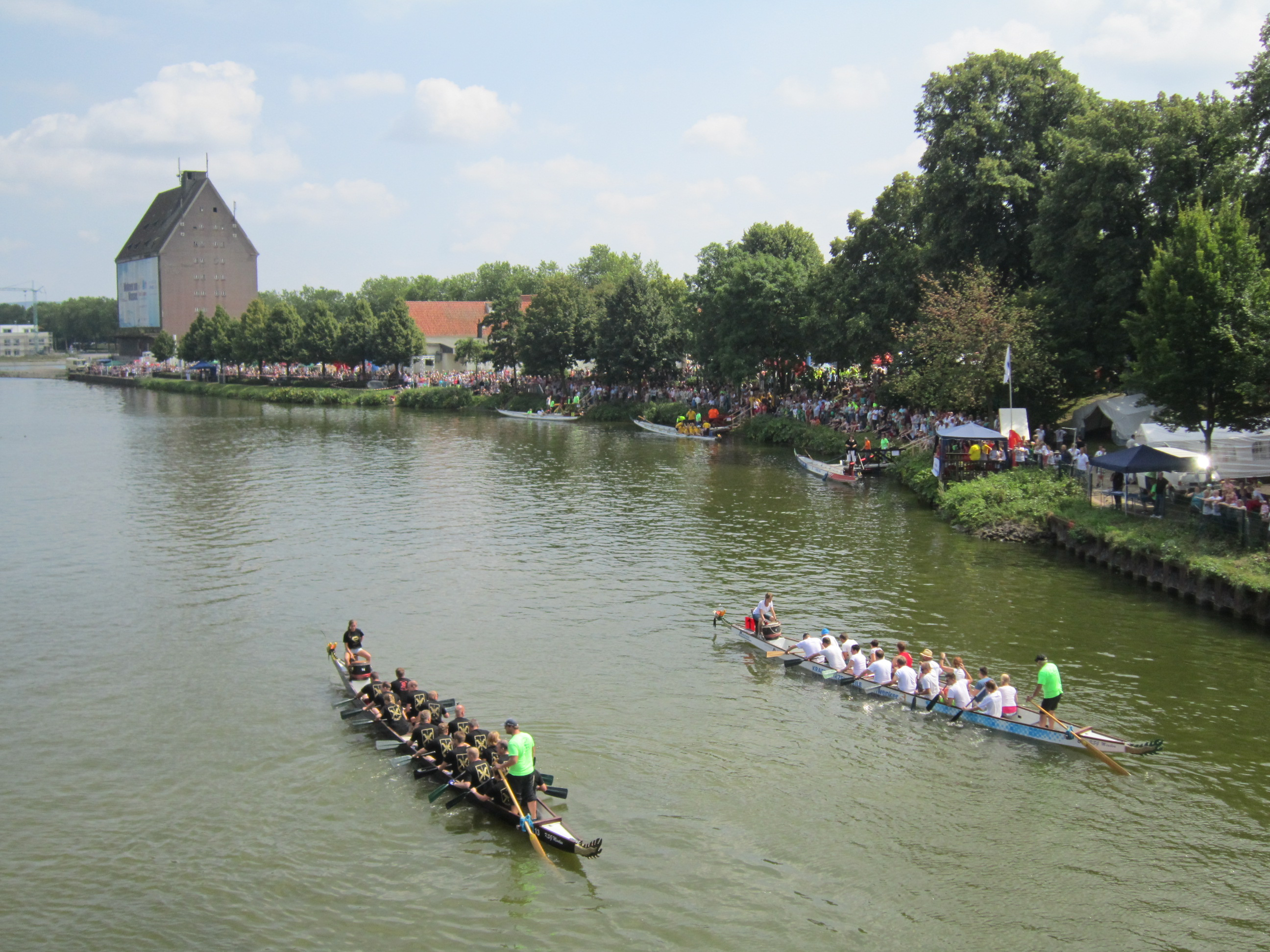
港祭のドラゴンボートレース

- 5月1日、ボームテ/バート・エッセン・スポーツ飛行場で自動車・産業ショーが開幕する。
- 春、モンテ＝サウルス・マウンテンバイク・ツアーが開催される。これはヴィーエン山地で3日間にわたって行われるマウンテンバイク・ツアーである。
- 6月、ヒュンネフェルト城でヒュンネフェルトの城内祝祭劇が開催される。
- 7月、バート・エッセンのキルヒ広場でオープン＝エアー＝オペレッタ公演が行われる。
- 7月末、港祭の一環としてミッテルラント運河でドラゴンボートレースが開催される。
- 8月第2週末、ヒューゼーデ地区で花と収穫の祭が開催される
- 8月最終週末、バート・エッセン中心部で歴史市が開催される。
- クリスマスマーケットは、バート・エッセン（第1アドヴェント）とリントルフ（第2アドヴェント）で開催される。
- この他、各地区単位で射撃祭、5月祭、村祭りが開催される。

## 経済と社会資本

### 地元企業
- ホーマン、マーガリンおよび調理食品
- グレーグワール＝ベッソン GmbH、農業用耕作機器、商標: Rabe[15]
- ケッセベーマー・メタルヴァーレン、キッチン用針金製品[16]
- AGRO インターナショナル GmbH & Co. KG、バネ
- シュニトカー、建設会社
- アルゲリート、セラミック製床材

### メディア
バート・エッセンにはノイエ・オスナブリュッカー・ツァイトゥングの地方版であるヴィットラーガー・クライスブラットがある。バート・エッセンではバート・エッセン向け、ボームテ向け、オスターカッペルン向けを制作している。さらに地域誌リンデンブラット（アイヒェンブラット、カスタニエンブラット）も制作しており、バート・エッセン（リンデンブラット）、オスターカッペルン（カスタニエンブラット）、ボームテ（アイヒェンブラット）で配布される。この雑誌には定期的な地域行事や、自治体行政に関する情報が掲載される。

### 教育
- バート・エッセンとヴィットラーゲの託児所
- バート・エッセン、ブロックハウゼン、リントルフ、ヴェーレンドルフ、ヴィットラーゲの幼稚園
- バート・エッセン、リントルフ、ヴェーレンドルフの基礎課程学校
- バート・エッセンの高等学校
- バート・エッセンのギムナジウム
- 郡立音楽学校
- 美術学校
- オスナブリュッカー・ラント市民大学バート・エッセン校

### 健康
- パラセルスス＝ベルクホーフクリーニク、エッセナーベルク - 中毒患者治療
- パラセルスス＝ヴィーエンゲビルクスクリーニク、ヒューゼーデ - 精神科専門病院、アルコール依存症、薬物依存症患者の入院治療。
- パラセルスス＝ヴィッテキントクリーニク、エッセナーベルク - 精神身体医学疾患の治療。
- Dr. ベッカー・クリーニクゲゼルシャフト、バート・エッセン - ヴィタリス・ヴォーンパルク
- Dr. ベッカー・クリーニクゲゼルシャフト、バート・エッセン - Dr. ベッカー神経センター・ニーダーザクセン

### 交通

#### 道路
連邦道 B65号線がバート・エッセン町内を東西に貫いている。連邦アウトバーン A1号線、A30号線、A33号線は町域から約 20 km 離れている。

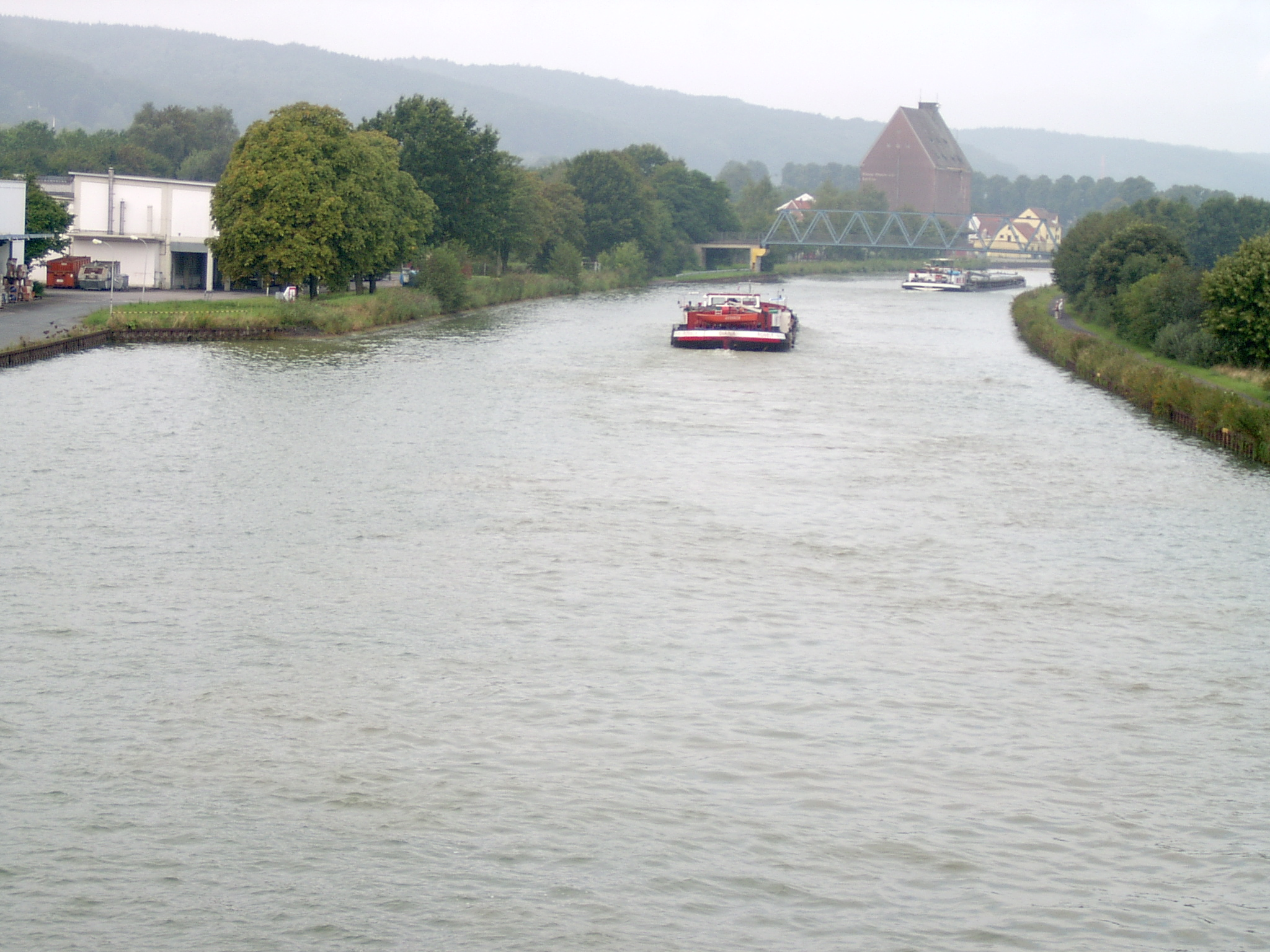
バート・エッセン付近のミッテルラント運河

#### 水運、航路
ミッテルラント運河が町域を東西に貫いている。町内には、バート・エッセン港、ヴェーレンドルフ港、ロックハウゼン港がある。

#### 鉄道
1900年から、町内を東西に走るヴィットラーガー軽便鉄道（現在はオスナブリュック郡鉄道会社）が運行している。この路線は元々ダンメからホルツハウゼン＝ヘディングハウゼンまで走っていた。現在はボームテとプロイシシュ・オルデンドルフとの間で運行している。この路線は現在、時折ミンデン保存鉄道の列車が走るだけで、それ以外は貨物列車の運行に利用されている。ヴィットラーガー軽便鉄道の旧区間に旅客運行を復活させることに関して長い間議論されている。この路線はボームテ駅でヴァンネ＝アイケル - ハンブルク線に接続する。最寄りの ICE停車駅は、オスナブリュック中央駅である。

#### 航空
バート・エッセンとボームテとの間に、小型飛行機とグライダーが利用する飛行場がある。最寄りの国際空港はグレーヴェンのミュンスター/オスナブリュック空港である。

#### バス
バート・エッセンのバス交通は、オスナブリュック交通会社により運営されている。近隣市町村やオスナブリュック行きの路線がある。週末にはオスナブリュック行きの夜行バスが運行される。バート・エッセンからオスターカッペルン、ベルムを経由してオスナブリュックに至る276号線（逆方向はプロイシシュ・オルデンドルフに至る）が1時間間隔で運行している。さらに373号線、393号線がシュレーデハウゼン経由でオスナブリュックまで運行している。また、ボームテやメレ行きのバス路線もある。

## 訳注
1. ↑  この名称は、恐竜を意味する Dinosaurier とトイトブルクの森の戦いで敗れたローマ軍の将軍ウァルス (Varus) の名から採られた。